# لا تشتر البضائع الروسية!
«لا تشتر البضائع الروسية!» (بالأوكرانية "!Не купуй російське") أو «قاطع البضائع الروسية!» (بالأوكرانية "!Бойкотуй російське") حملة المقاومة السلمية لمقاطعة التجارة الروسية في أوكرانيا. بدأ هذا احتجاج 14 آب 2013 كرد على حظر روسيا الاتحادية ضد أوكرانيا. نُظمت هذه الحملة من قبل الحركة المدنية «فيدسيتش» (المقاومة بالعربية وتلفظ تلفظ ‎[ʋʲi'dsʲʧ]‏) في وسائط التواصل الاجتماعي. شملت الحملة حولي 45 مدينة وبلدة بالانتشار المتوسع للمنشورات والملصقات والورقات اللاصقة. بعد تضاءل الحملة في أيام بدء المظاهرات في الميدان الأوروبي تم استئنافها وتصاعدها 2 آذار2014 خلال أزمة القرم والتدخل العسكري الروسي في أوكرانيا.

## الأسباب

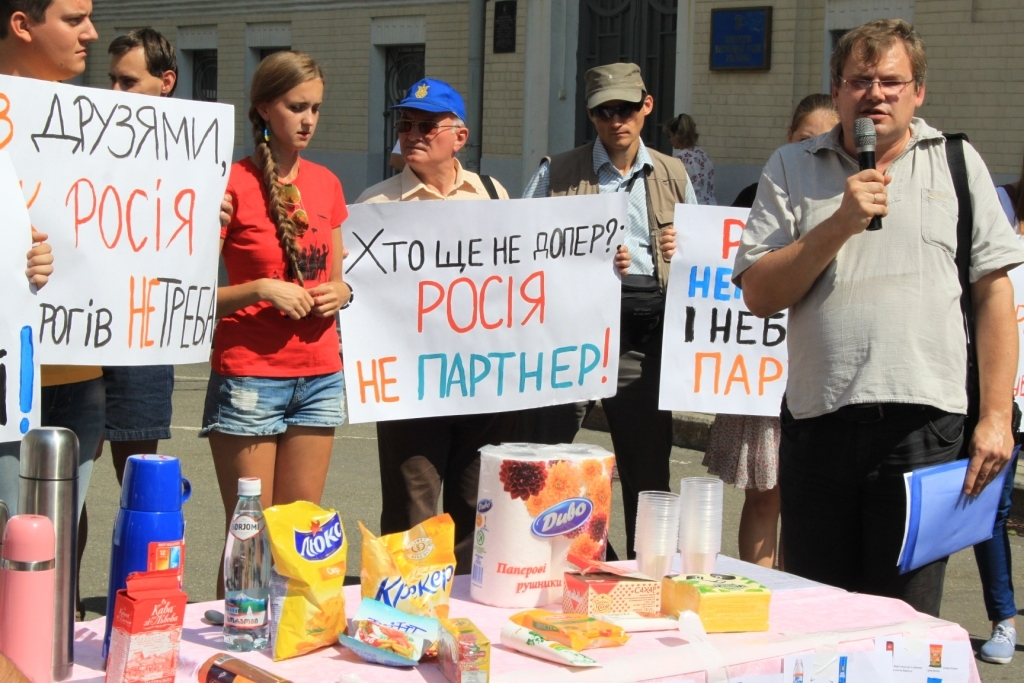
يدعو النشطاء إلى المقاطعة في 23 آب 2013 ردا على حظر السلع الأوكرانية من قبل روسيا.

وفقا لما يقوله المشاركين النشطاء لهذه الحملة، بدأت هذه المقاطعة كرد على عدة مقاطعات من الحروب الاقتصادية المطلقة بروسيا ضد أوكرانيا، وبينها «حرب اللحم» و«حرب الجبن» و«حرب الشوكولاتة». في 14آب 2013 المصلحة الجمركية الروسية أدخلت كل الشركات المصدرة الأوكرانية إلى قائمة الشركات الخطرة مما أدى إلى حظر السلع الأوكرانية المستوردة إلى روسيا، فأسفر ذلك عن ازدحام ألاف الشاحنات والقطارات بالبضائع الأوكرانية.

## المقاطعات

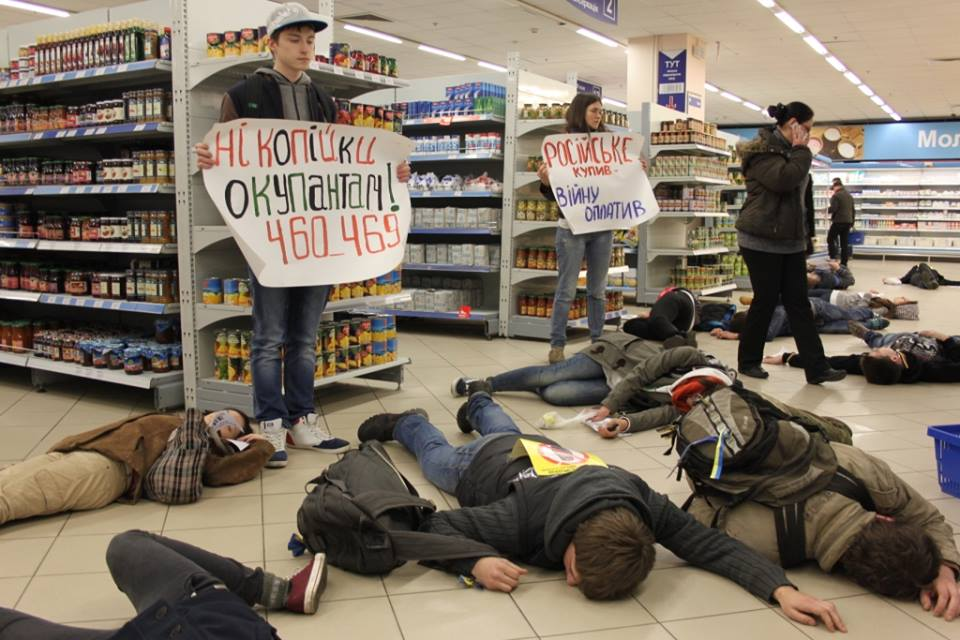
التجمعات المفاجئة في محل سوبرماركت في كييف 15 آذار 2014.

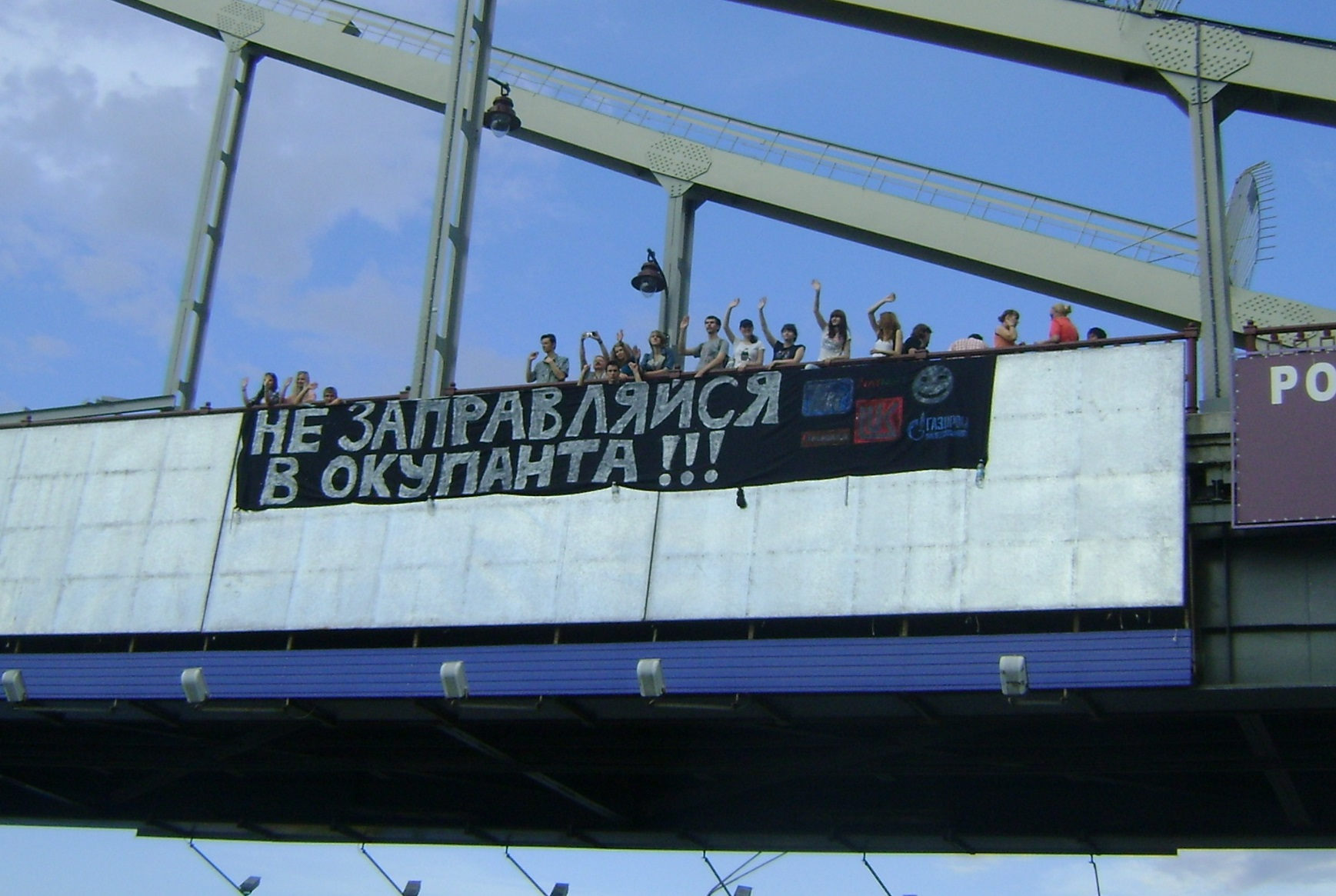
يعرض النشطاء راية وهم يدعون الناس إلى أن يقاطعوا الوقود الروسي وألا يشتروه في29 أيار 2014

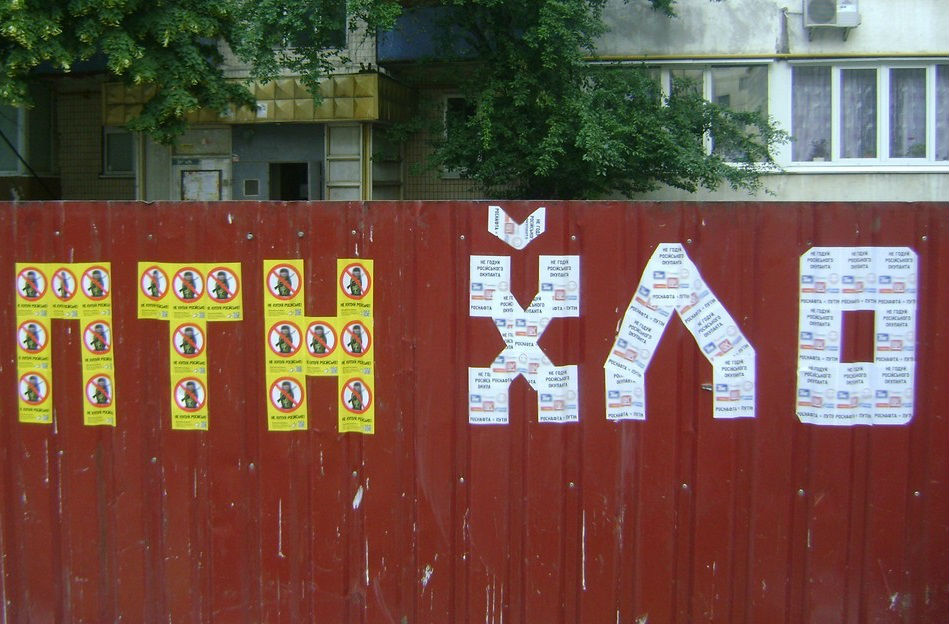
حروف "ПТН X̆ЛО" كتبت بالأوراق اللاصقة (وهي اختصار من "بوتين هايلو") في مدينة بروفاري 22 حزيران 2014

### في أوكرانيا
22 آب 2013 أجرى النشطاء الاحتجاج بالقرب من مبنى إدارة رئيس أوكرانيا. استمرت الحملة بالتوزيع المتوسع من المنشورات والملصقات والورقات اللاصقة في أكثر من 45 مدينة وبلدة في أوكرانيا. وأُستخدمت لها كاركاتيرات الدمية الروسية التي تسمى ماتريوشكا. ولكن شهدت الحملة التضاؤل مع بداية الميدان الأوروبي.
2 آذار 2014 استخدم النشطاء الشبكات الاجتماعية لإعلان استئناف المقاطعة لكل البضائع والخدمات التي تستفيد منها الشركات الروسية. قصدت هذه الحملة إلى منع المال الأوكراني عن وصول إلى روسيا حيث يمكن استخدامه لدعم الجيش الروسي. اطلقت المقاطعة كرد فعل لأزمة القرم والتدخل العسكري الروسي في أوكرانيا.
في آذار 2014 أجرى الأعضاء النشطاء من «فيدسيتش» التجمعات المفاجئة في محلات سوبرماركت ليدعوا الناس إلى ألا يشتروا السلع الروسية وإلى أن يقاطعوا محطات الوقود والبنوك والحفلات الروسية. في نيسان 2014 بعض دور السينما في كييف ولفيف وأوديسا أخذت تجتنب عرض الأفلان الروسية.
في صيف 2014 شرع النشطاء في تنظيم التجمعات المفاجئة والإجراءات الأخرى في المطاعم والمقاهي الروسية في كييف.
في نهاية شهر آب 2014 أطلق النشطاء حملة ضد الأفلام والمسلسلات الروسية في فضاء الإعلام الأوكراني.
حتى شهر نيسان بعض الشركات الروسية غيرت شفرها الخيطية الروسية إلى الشفر الخيطية الأوكرانية. تم إعداد وتطوير التطبيق لأندرويد اباسم مقاطعة الغزاة، وهو يساعد المشتري من كشف هوية السلع الروسية حتى إذا نُكرت دولة إنتاجها.

### الانتشار الدولي
من بداية آذار انتشرت المقاطعة في الدول الأخرى، خاصة في لاتفيا وليتوانيا وإستونيا وبولندا ومولدوفا وجورجيا والولايات المتحدة والتشيك.

## النتائج
انخفضت كمية بيع البضائع الروسية في أوكرانيا لـ%50-30 خلال ربيع سنة 2014. في أيار 2014 صارت محلات سوبرماركت الأوكرانية ترفض السلع الروسية. كما هبط حجم البضائع في روسيا لثلث.
بموجب إحصائيات ستاندرد آند بورز، فقدت المصارف أكثر من %50 من ودائع الرأسمال الروسي في الفترة من كانون الثاني إلى أيار.

## الانتقاد
الاقتصادي آندريي نوفاك صرح أن مقاطعة البضائع الروسية لم تسبب خسائر لأكثر من بضع عشرات الملايين دولار فقط لاقتصاد روسيا. وفي رأيه هناك طريق آخر أشد فعالة لمناضلة اقتصاد روسيا وهو "إصابة المجال الحساس "غازبروم".
لقيت المقاطعة تأييدا من "Fozzy Group"و هي مجموعة أوكرانية من الشركات التي تملك وتدير محلات تجارة التجزئة، ولكن المكاتب الممثلة لـ"Auchan Ukraine" و"Metro Cash and Carry" لم تدعم هذه المبادرة وأوضحت هذا القرار باللامبالاة في الأمور السياسية.
الرئيس التنفيذي لشركة "Advanter Group" آندريي دليهاتش دعا الناس إلى ألا يقاطعوا البضائع الروسية وأن يتركزوا على شراء السلع الأوكرانية صنعا بدلا من ذلك.
المدون الأوكراني الناطق بالروسية دانيلو فاخوفسكيي قال إنه يستخدم خدمات الإنترنت عمدا وقصدا ولا يزال يستعملها لأن هذا هو طريق التأييد لتكوين الظروف الملائمة لريادة الأعمال في روسيا. وبرغم من أن «هذا الموقف غير وطني، دعم رجال الأعمال بالمال هو تقديم الفرصة لتطوير المشاريع الجديدة، وكل ذلك سيسهم إلى تغيير الدنيا إلى الخير». ضرب هذا المدون بعض الأمثلة لهذه المشاريع، وبينها المواقع القادرة الموجودة منذ وقت طويل: Qiwi وOstrovok.ru ومضاد الفيروسات كاسبرسكي أنتي فيرس.